# 飛行前チェックリスト
飛行前チェックリスト（ひこうまえチェックリスト、英: preflight checklist）は、航空機の離陸前にパイロットと乗組員が行わなければならない作業の一覧である。

## 概要
チェックリストには重要な作業を確実に忘れないようにして航空安全を向上させる目的があり、チェックリストを使って飛行前チェックを正確に行わなければ航空事故の重大な要因になりかねない。
チェックリストによれば、2014年5月31日のガルフストリーム IVの事故ではガストロックが作動したままであったことが判明している。アメリカ合衆国の国家運輸安全委員会が航空機の記録装置からデータをダウンロードしたところ、それがある種の習慣であることが判明した。過去の175回の離陸のうち98%において操縦装置の検査が不完全であった。全米ビジネス航空協会がビジネス航空機379機による2013年から2015年までの143,756回のフライトを分析したところ、15.6%で離陸前に部分的な検査しか行われず、2.03%で全く検査されていなかった。

## 歴史
研究者で著作家のアトゥール・ガワンデによれば、飛行前チェックリストの概念は、オハイオ州デイトンのライト・フィールドにおける2人のパイロットが亡くなったボーイング社のB-17試作機（後にモデル299として知られる）の事故（1935年）を受けて、ボーイング社の経営陣とエンジニアにより導入された。調査により、パイロットが離陸前に肝心要なガストロック（駐機中に風で動翼が動かないようにする装置）を解除し忘れていたことが判明した。ライフ誌は、1942年8月24日の記事に長く詳細なB-17のチェックリストを掲載した。